# Valea Plopului
Valea Plopului – wieś w Rumunii, w okręgu Prahova, w gminie Poseștii. W 2011 roku liczyła 670 mieszkańców.